# Sebennitos
|  |

Sebennitos (Σεβέννυτος) fue una antigua ciudad situada en el brazo central del delta del Nilo (o brazo sebenítico), la capital del XII nomo del Bajo Egipto, o nomo sebenítico. Fue la última capital del Egipto faraónico.
Nombre egipcio: Chebnecher. Nombre griego: Sebennitos. Nombre copto: Dyebenute. Nombre árabe: Samannud.
Sebennitos antiguamente fue una ciudad de cierta importancia, y su situación en una península, entre un lago, ahora llamado Burlos, y el río Nilo, fue un asentamiento muy favorable para el comercio y relación con Menfis y todo el Bajo Egipto. Sin embargo, el abandono en los canales, y la elevación de terreno, por los aportes aluviales, casi ha arrasado el lugar (Champollion).
De Sebennitos fue originaria la dinastía XXX de Egipto. También nació allí Manetón de Sebennitos, el historiador y cronista de la época ptolemaica, hacia el siglo III a. C. El sitio también es conocido como parte de la ruta de la Sagrada Familia durante su estancia en Egipto. 

## Restos arqueológicos
- Existió un templo dedicado al dios local Onuris-Shu, aunque ahora está reducido a ruinas.
- Bloques pétreos con los nombres de Nectanebo II, Alejandro IV de Macedonia, Filipo III de Macedonia Arrideo y Ptolomeo II Filadelfo.
- No se han encontrado restos anteriores a la dinastía XXX.